# Česká Čermná
Česká Čermná település Csehországban, Náchodi járásban. Česká Čermná Jestřebí, Borová, Náchod, Nový Hrádek és Kudowa-Zdrój településekkel határos. Lakosainak száma 507 fő (2024. január 1.).

## Népesség
A település lakosságának változását az alábbi diagram mutatja:
| Lakosok száma | 689  | 723  | 624  | 449  | 423  | 437  | 508  | 528  | 504  | 507  |
|               | 1869 | 1890 | 1921 | 1950 | 1980 | 2001 | 2017 | 2019 | 2022 | 2024 |